# Jungjang Wetan
Jungjang Wetan is een bestuurslaag in het regentschap Cirebon van de provincie West-Java, Indonesië. Jungjang Wetan telt 4600 inwoners (volkstelling 2010).